# زاهر الفهد
زاهر الفهد (وفيات 1996) ممثل عراقي راحل، لمع اسمه في السينما والمسرح والتلفزيون. قدم عددا من الأعمال المسرحية وأبرزها مسرحيات: (الخيط والعصفور) ومسرحية (عقدة حمار) للمخرج المسرحي فاضل خليل، وكذلك قدم أفلاما عديدة منها: (الظامئون)، (التجربة في 1977)، (الأسوار) و (المسألة الكبرى)، و (سحابة صيف) كما مثل عددا من الأعمال التلفزيونية نذكر منها مسلسل (محطات الذاكرة). توفي عام 1996.